# Zöld lombszöcske
A zöld lombszöcske (Tettigonia viridissima) a fürgeszöcskék családjába tartozó, Eurázsiában honos szöcskefaj. 

## Megjelenése
A zöld lombszöcske testhossza a hímek esetében 28-34 mm, a nőstényeknél 27-38 mm, ehhez járul még a 23-32 mm-es tojócső. Nagy termetű, hosszú szárnya miatt karcsúnak tűnő faj. Alapszíne fűzöld vagy világoszöld, ritkán az idősebb egyedek sárgásak lehetnek. Néha lábai is sárgásak. A hátsó comb alsó része világos vagy majdnem fehér. A fejtető, a torpajzs felső része és a hímek szárnyán a cirpelőkészülék barnás, sőt néha feketés. A hátulsó lábszár tüskéinek csak a hegye fekete. Karcsú szárnyai igen hosszúak, kb. 2 cm-rel túlnyúlnak a hátsó térden, amivel jól megkülönböztethető az éneklő lombszöcskétől. A hím cerkuszai (potrohfüggelékei) karcsúak, kissé befelé hajlanak, első harmaduknál kis belső fog található. A nőstény testhossznyi tojócsöve általában kissé lefelé ível, de ritkán lehet egyenes vagy felfelé hajló is.
Éneke jellegzetes és erős, akár 100 méterről is hallható. Pirregő hangját percekig hallatja. Délután és este ciripel.

### Hasonló fajok
A farkos lombszöcske és az éneklő lombszöcske hasonlít hozzá.

## Elterjedése
Eurázsiában honos, az Ibériai-félszigettől Közép-Ázsiáig. Európában elterjedésének északi határa Dél-Angliáig és Skandináviáig ér. Magyarországon mindenütt előforduló, gyakori szöcske.  

## Életmódja
Élőhelyére nem különösebben kényes, amíg az nem túlságosan hideg. Sűrű, magas füvű rétek, ligeterdők, bozótosok, erdőszélek, parlagok, kertek lakója. A lakott területeken az egyik leggyakoribb szöcskefaj, néha házakba is betéved. Kiválóan repül. Elsősorban kisebb rovarokkal, lárvákkal, kisebb mértékben növényekkel táplálkozik. 
Kifejlett egyedeivel júniustól októberig találkozhatunk. A nőstény a talajba rakja a petéit, amelyek legalább kétszer (de akár ötször is) áttelelnek. Petéi jobban bírják a kiszáradást, mint az éneklő lombszöcske, ezért a két faj csak ritkán fordul elő együtt. Az áprilisban kikelő lárvák 7 fejlődési stádiumon mennek át. A lárvák többnyire a gyepszintben, míg az imágók gyakran a bokrokon, fák lombjain tartózkodnak. A hímek szívesen másznak fel a magasabb bokrok, fák lombkoronájába, ahol késő délutántól folyamatosan, hangosan ciripelnek. 
Magyarországon nem védett.

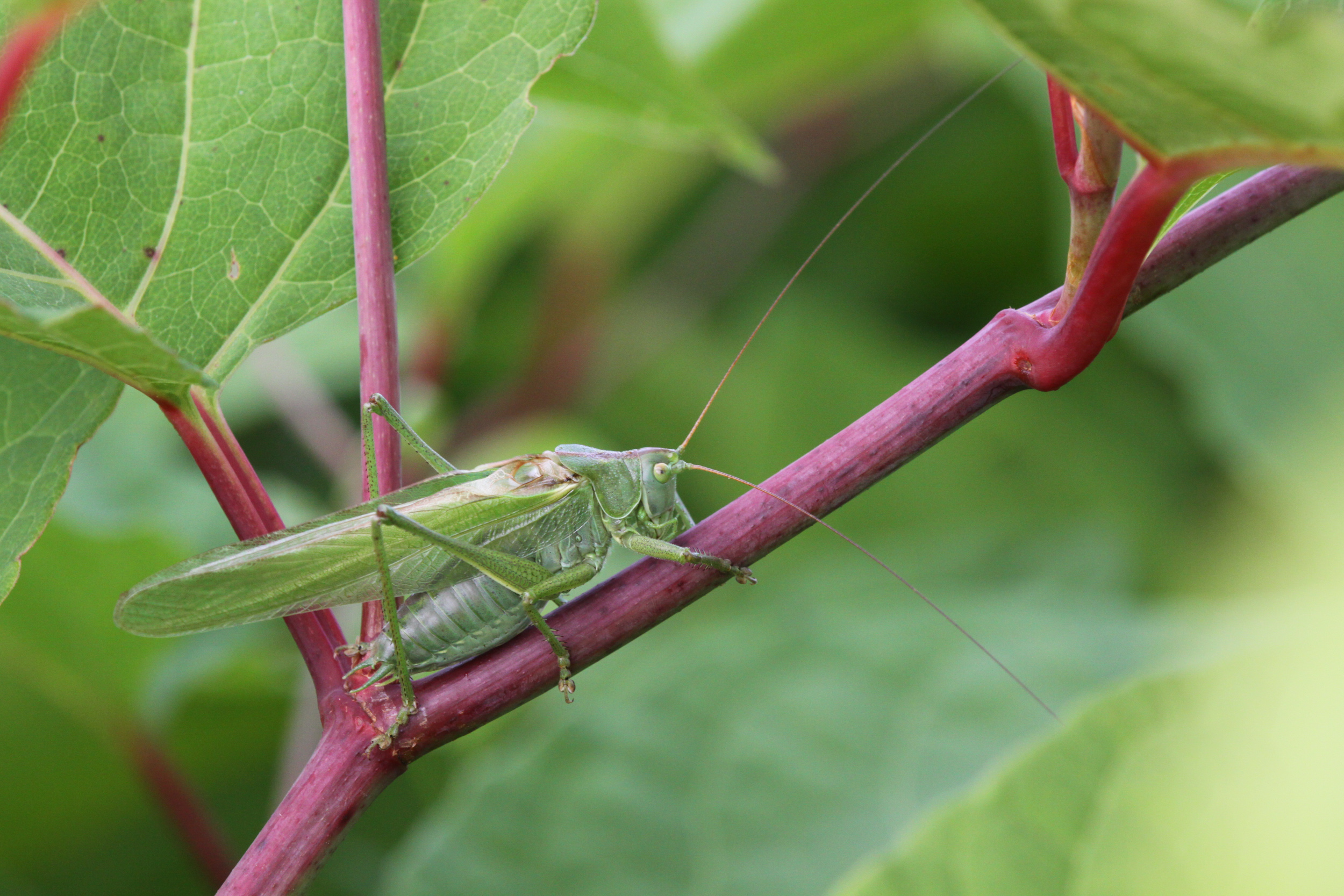
Hím
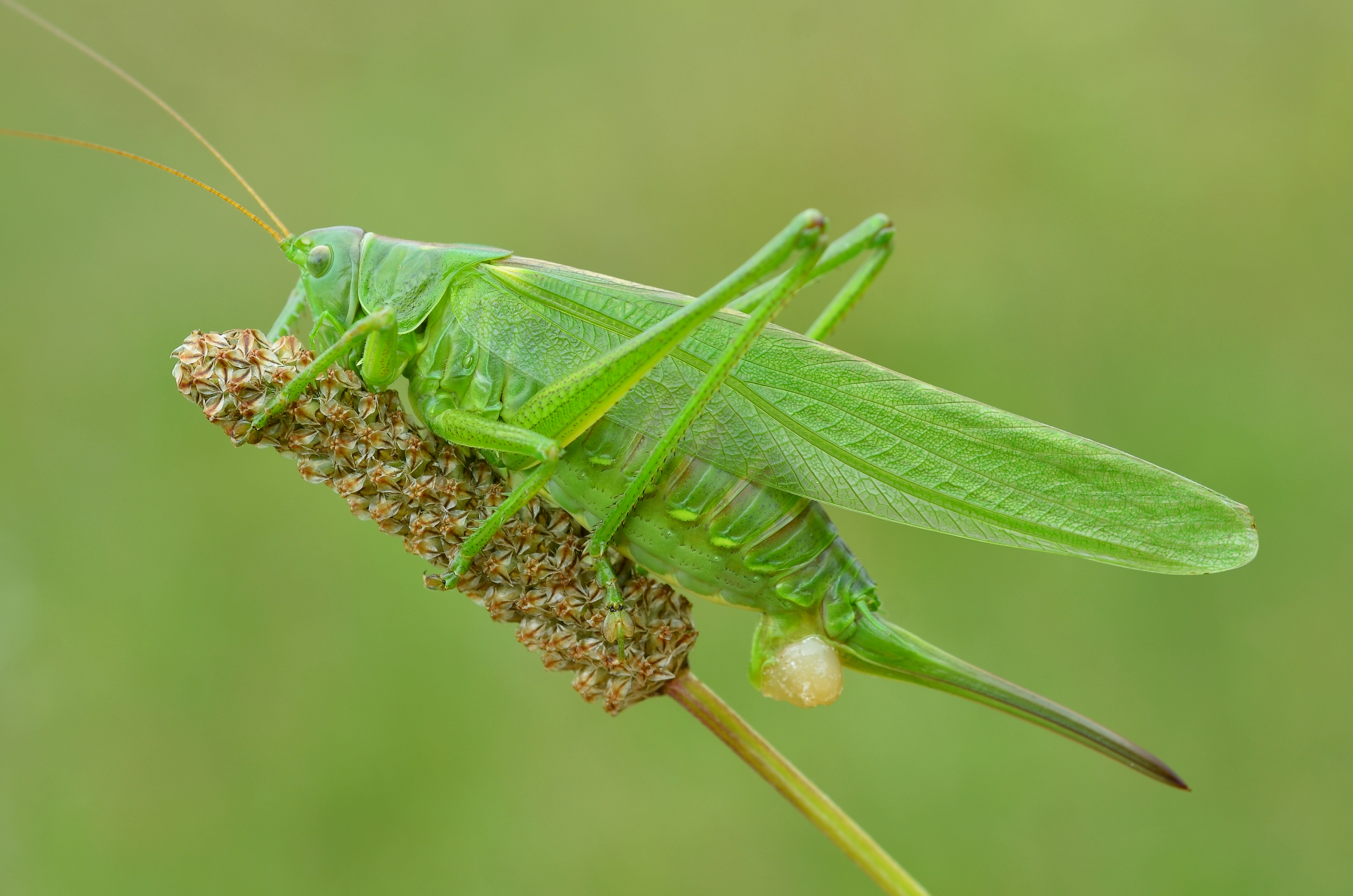
Nőstény
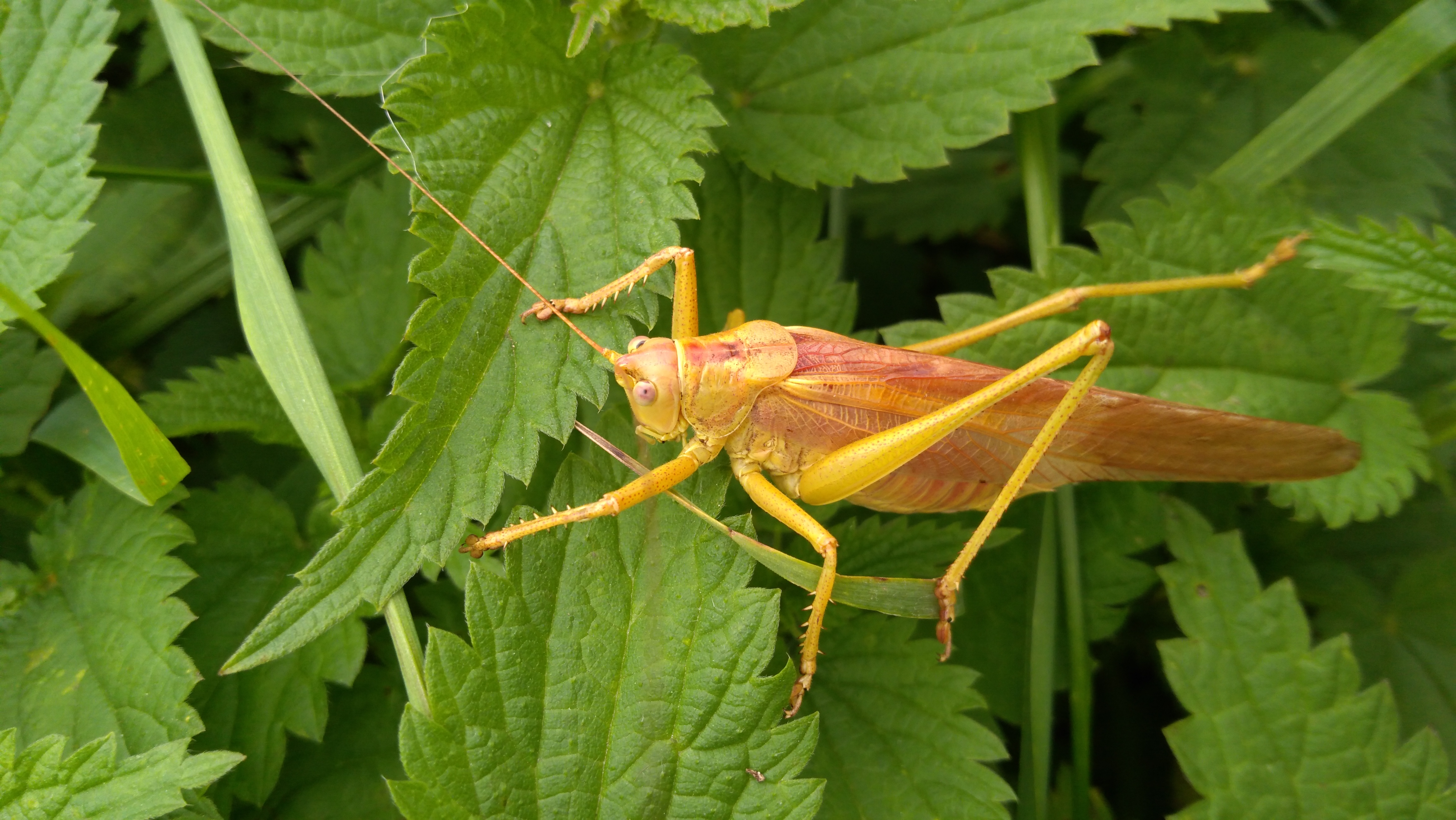
Narancssárga színváltozat
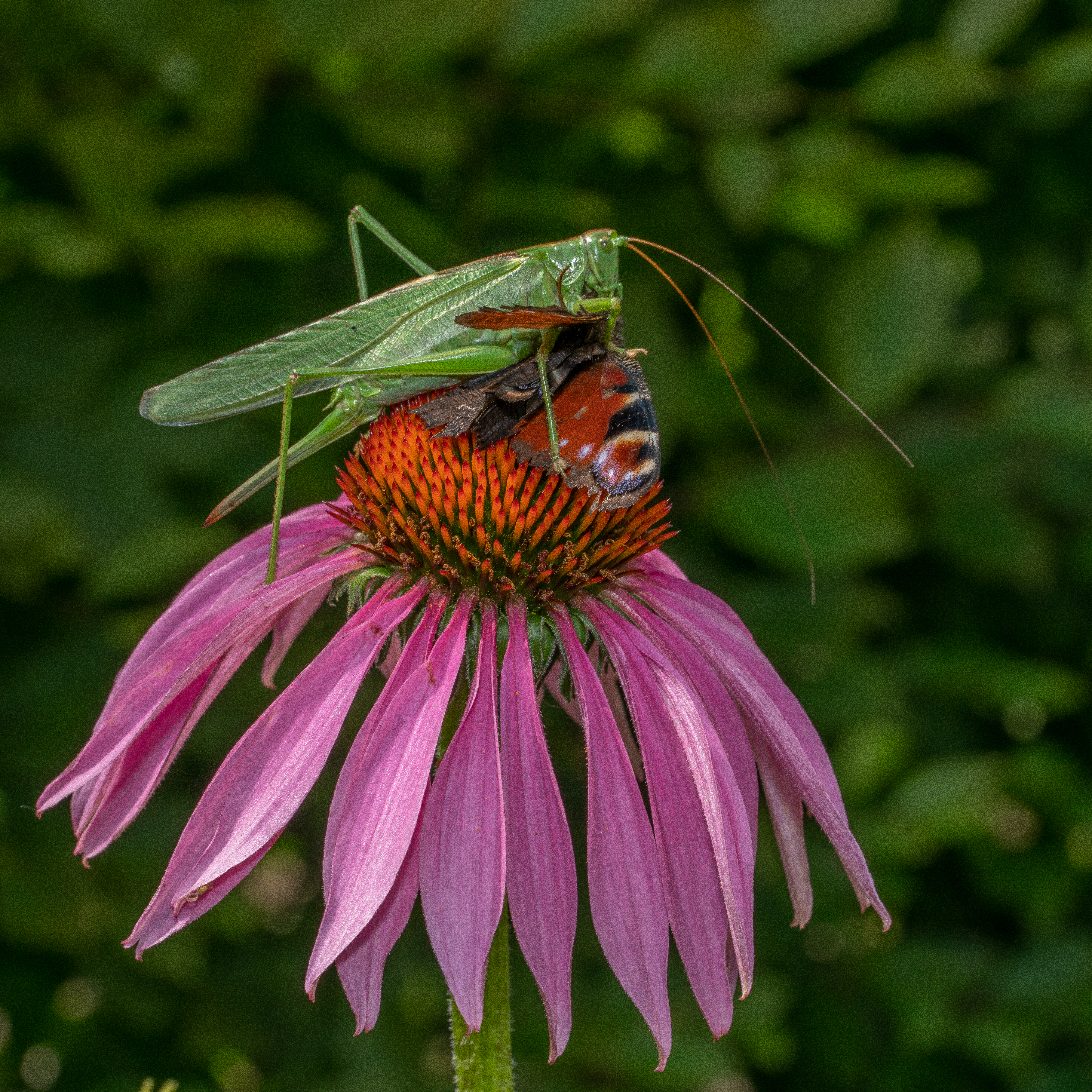
Lepkét zsákmányoló nőstény
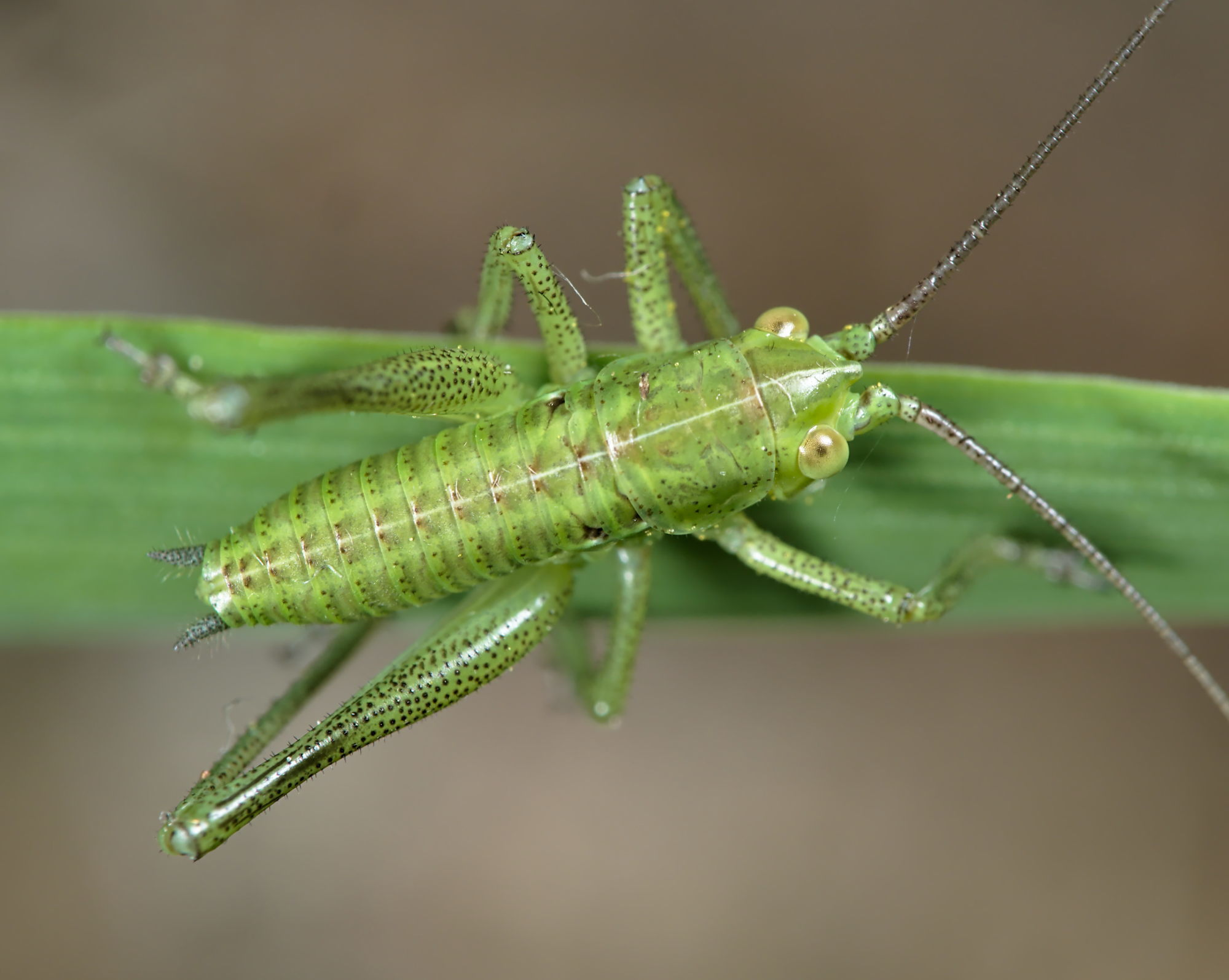
Lárva